# Міністерство закордонних справ Республіки Казахстан
Міністерство закордонних справ Республіки Казахстан (каз. Қазақстан Республикасының Сыртқы істер министрлігі) — центральний орган виконавчої влади Республіки Казахстан, є частиною уряду Казахстану, здійснює зовнішньополітичну діяльність та очолює єдину систему органів дипломатичної служби Республіки Казахстан. Міністерство очолює міністр, який призначається і звільняється з посади Президентом.
«Положення про Міністерство закордонних справ Республіки Казахстан (МЗС) № 1118» було затверджене постановою Уряду Республіки Казахстан 28 жовтня 2004 року. Це Положення є установчим документом Міністерства. Тоді ж, 28 жовтня 2004 було вирішено ліквідувати «Комітет у справах Співдружності Незалежних Держав Міністерства закордонних справ Республіки Казахстан» (створений постановою Уряду Республіки Казахстан від 21 березня 2000 року № 421) з передачею його функцій і майна МЗС.
В 2014 році МЗС Казахстану визнало результати референдуму про статус Криму.

## Історія
Історія казахської дипломатії бере початок в період Казахського ханства, коли хани розвивали дипломатичні відносини та здійснювали зовнішню політику. Головною метою ханів у дипломатії було розширення їх територій, для створення нових торговельних шляхів, доріг та центрів міжнародної торгівлі. При ханах працювали службовці, які видавали документи дипломатичного та соціоекономічного характеру. Казахські хани призначали своїх посланців (відомих як «ілчі»), яким доручали передавати повідомлення та накази сусіднім правителям та губернаторам.
Перше в сучасному вигляді міністерство закордонних справ у Казахстані було сформоване на початку 1920-их як Народний комісаріат закордонних справ Туркестанської АРСР, а посада голови відомства називалась Народний комісар. Посада Міністра закордонних справ з'явилася в 1944 році після ухвалення союзного закону «Про передання повноважень союзним республікам у сфері зовнішніх зв'язків та про перетворення Народного комісаріату закордонних справ із Всесоюзного на Народні комісаріати союзних республік». Цей закон дав радянським республікам можливість самостійно вступати в дипломатичні відносини з іншими країнами, хоча Міністерство закордонних справ СРСР продовжувало виконувати всі найголовніші функції щодо зовнішньої політики. Міністерство закордонних справ Казахстану в сучасному вигляді було сформованев 1991 році, коли Казахстан отримав незалежність від СРСР.

## Керівництво
- Міністр закордонних справ — Мухтар Тлеуберді[5].
- Перший заступник міністра — Шахрат Нуришев[6]
- Заступник міністра — Єржан Ашикбаєв[7]
- Заступник міністра — Марат Сиздиков[8]
- Заступник міністра — Маргулан Баймухан[9]
- Відповідальний секретар — Аркен Утенов[10]

## Структура
- Канцелярія Міністра, група послів з особливих доручень
- Комітет міжнародної інформації — здійснює спеціальні функції зі зміцнення позитивного іміджу Республіки Казахстан
- Комітет з інвестицій
- Служба державного протоколу
- Департамент зовнішньополітичного аналізу і прогнозування
- Департамент людських ресурсів
- Департамент зовнішньоекономічної політики
- Департамент СНД
- Департамент євразійської інтеграції
- Департамент Азії і Африки
- Департамент загальноазіатської співпраці
- Департамент Європи
- Департамент Америки
- Департамент багатостороннього співробітництва
- Департамент консульської служби
- Валютно-фінансовий департамент
- Департамент адміністративної роботи та контролю
- Департамент міжнародної безпеки
- Договірно-правовий департамент
- Департамент матеріально-технічного забезпечення
- Представництво в місті Алмати
- Служба внутрішнього аудиту

## Дипломатичні місії

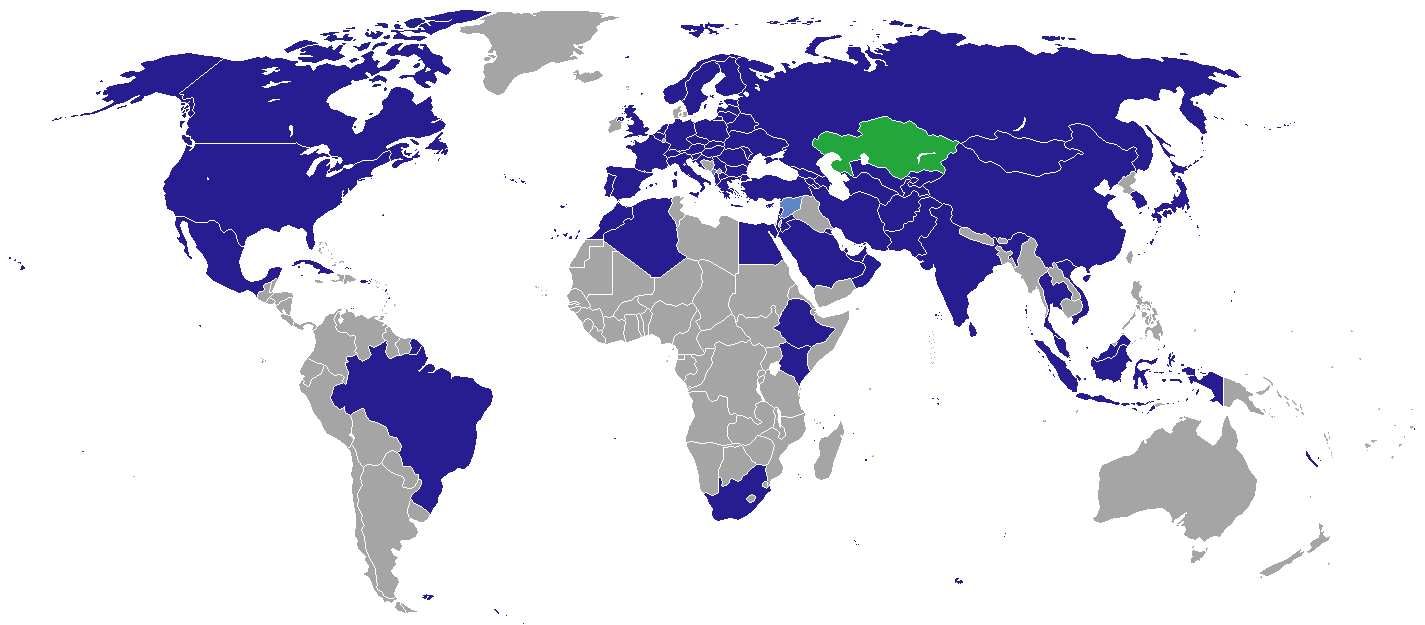
Країни, в яких є посольство Казахстану.

Дипломатичні та консульські установи Республіки Казахстан входять до системи Міністерства закордонних справ Республіки Казахстан. На даний час, діють 93 закордонних установ в більш ніж 68 країнах світу: посольства, постійні представництва при міжнародних організаціях, дипломатичні місії, генеральні консульства, консульства і паспортно-візові служби.

## Видання МЗС Казахстану
- Журнал «Дипломатія жаршиси» («Вісник дипломатії») — основне видання Міністерства закордонних справ Республіки Казахстан, присвячене міжнародним відносинам, актуальним напрямкам зовнішньої політики, питанням глобальної та регіональної безпеки. Видається з 1996 року. У 2018 році затверджено новий формат і концепцію журналу. Складається з наступних розділів: «У фокусі», «Міжнародні відносини», «Професійно про актуальне», «Соціально-політичні процеси», «Сторінки історії», «Нові призначення в Міністерстві». Журнал видається щоквартально російською та англійською мовами.[11]
- «Astana Calling» — щотижневе онлайн видання англійською мовою про основні події в Казахстані.[12]

## Міністри закордонних справ

### Казахської РСР
1. Тулеген Тажибаєв: 1944—1946
2. Хаїргалій Байгалієв: 1953—1955
3. Тулеген Тажибаєв: 1955—1958
4. Аскар Закарін: 1958—1961
5. Утешкалі Атамбаєв: 1961—1963
6. Аді Шаріпов: 1963—1966
7. Балжан Бультрікова: 1966—1971
8. Малік Фазилов: 1973—1976
9. Муслім Базарбаєв: 1976—1981
10. Міхаіл Ісіналієв: 1981—1989
11. Акмарал Аристанбекова: 1989—1991

### Республіки Казахстан
1. Тулеутай Сулейменов: 1991—1994
2. Канат Саудабаєв: 1994
3. Касим-Жомарт Токаєв: 1994—1999
4. Ерлан Ідрісов: 1999—2002
5. Касим-Жомарт Токаєв: червень 2003 — січень 2007
6. Марат Тажин — 11 січня 2007 — 4 вересня 2009
7. Канат Саудабаєв — 4 вересня 2009 — 11 квітня 2011
8. Ержан Казиханов: 11 квітня 2011 — 24 вересня 2012
9. Ерлан Ідрісов: 28 вересня 2012 — 28 грудня 2016
10. Кайрат Абдрахманов: 28 грудня 2016 — 26 грудня 2018
11. Бейбут Атамкулов: 26 грудня 2018 — 18 вересня 2019
12. Мухтар Тлеуберді: з 18 вересня 2019